# Longroiva
Longroiva és una freguesia portuguesa del municipi de Mêda, amb 41,22 km² d'àrea i 286 habitants (en el cens del 2011). La densitat poblacional n'és de 6,9 hab/km².

## Topònim
Joâo de Barros apunta com a nom antic Langóbriga: 
Longroiva - castell de Lusitània, al marge del riu Douro, a vint llegües de Porto; l'anomenava Ptolemeu Langóbriga, i en aquest lloc sembla que s'assentava.
Altres autors, però, defensen que l'antiga Langóbriga se situava a Fiães (Santa Maria da Feira). Es creu que hi hagué en aquell lloc un poblat lusitanoromà denominat Lancobriga (de vegades Langobriga). Lancobriga s'assenyala com la possible capital dels Turduli Veteres. Al voltant del segle II ae, els romans ocuparen aquesta muntanya, que ja coneixeria un cert desenvolupament al voltant del segle IV ae. L'Itinerari d'Antoní refereix que, en la via romana que unia Olissipo (Lisboa) a Bracara Augusta (Braga) es trobava Lancobriga, al nord de Talabriga, al Baix Vouga, i a 13 milles cap al sud de Calli (Porto/Gaia).
Encara hui es poden besllumar a Ferradal restes de paviment que podrien ser d'aquesta via.

## Història
Fou seu del municipi entre 1120 i 1836. El constituïen les freguesies de Chãs de Longroiva, Santa Comba, Fonte Longa i Longroiva. Tenia, el 1801, 1.583 habitants. Quan fou extingida, les seues freguesies s'annexaren als municipis de Marialva, Meda i Foz Côa.

## Població
| Població de la freguesia de Longroiva | Població de la freguesia de Longroiva | Població de la freguesia de Longroiva | Població de la freguesia de Longroiva | Població de la freguesia de Longroiva | Població de la freguesia de Longroiva | Població de la freguesia de Longroiva | Població de la freguesia de Longroiva | Població de la freguesia de Longroiva | Població de la freguesia de Longroiva | Població de la freguesia de Longroiva | Població de la freguesia de Longroiva | Població de la freguesia de Longroiva | Població de la freguesia de Longroiva | Població de la freguesia de Longroiva |
| ------------------------------------- | ------------------------------------- | ------------------------------------- | ------------------------------------- | ------------------------------------- | ------------------------------------- | ------------------------------------- | ------------------------------------- | ------------------------------------- | ------------------------------------- | ------------------------------------- | ------------------------------------- | ------------------------------------- | ------------------------------------- | ------------------------------------- |
| 1864                                  | 1878                                  | 1890                                  | 1900                                  | 1911                                  | 1920                                  | 1930                                  | 1940                                  | 1950                                  | 1960                                  | 1970                                  | 1981                                  | 1991                                  | 2001                                  | 2011                                  |
| 589                                   | 754                                   | 727                                   | 964                                   | 956                                   | 890                                   | 968                                   | 1 261                                 | 1 187                                 | 1 030                                 | 804                                   | 726                                   | 557                                   | 416                                   | 286                                   |

## Patrimoni
- Castell de Longroiva
- Església parroquial de Longroiva, d'origen medieval
- Creu de terme de Longroiva
- Pont romà de Longroiva